# Pseudacroclita
Pseudacroclita là một chi bướm đêm thuộc phân họ Tortricinae của họ Tortricidae.

## Các loài
- Pseudacroclita hapalaspis (Meyrick, 1931)
- Pseudacroclita luteispecula (Kuznetzov, 1979)